# Bäckanemon
Bäckanemon (Anemone rivularis) är en ranunkelväxtart som beskrevs av Buch.-ham. och Dc.. Enligt Catalogue of Life och Dyntaxa ingår Bäckanemon i släktet sippor och familjen ranunkelväxter. Arten har ej påträffats i Sverige.

## Underarter
Arten delas in i följande underarter:
- A. r. flore-minore
- A. r. pilosisepala

## Bilder

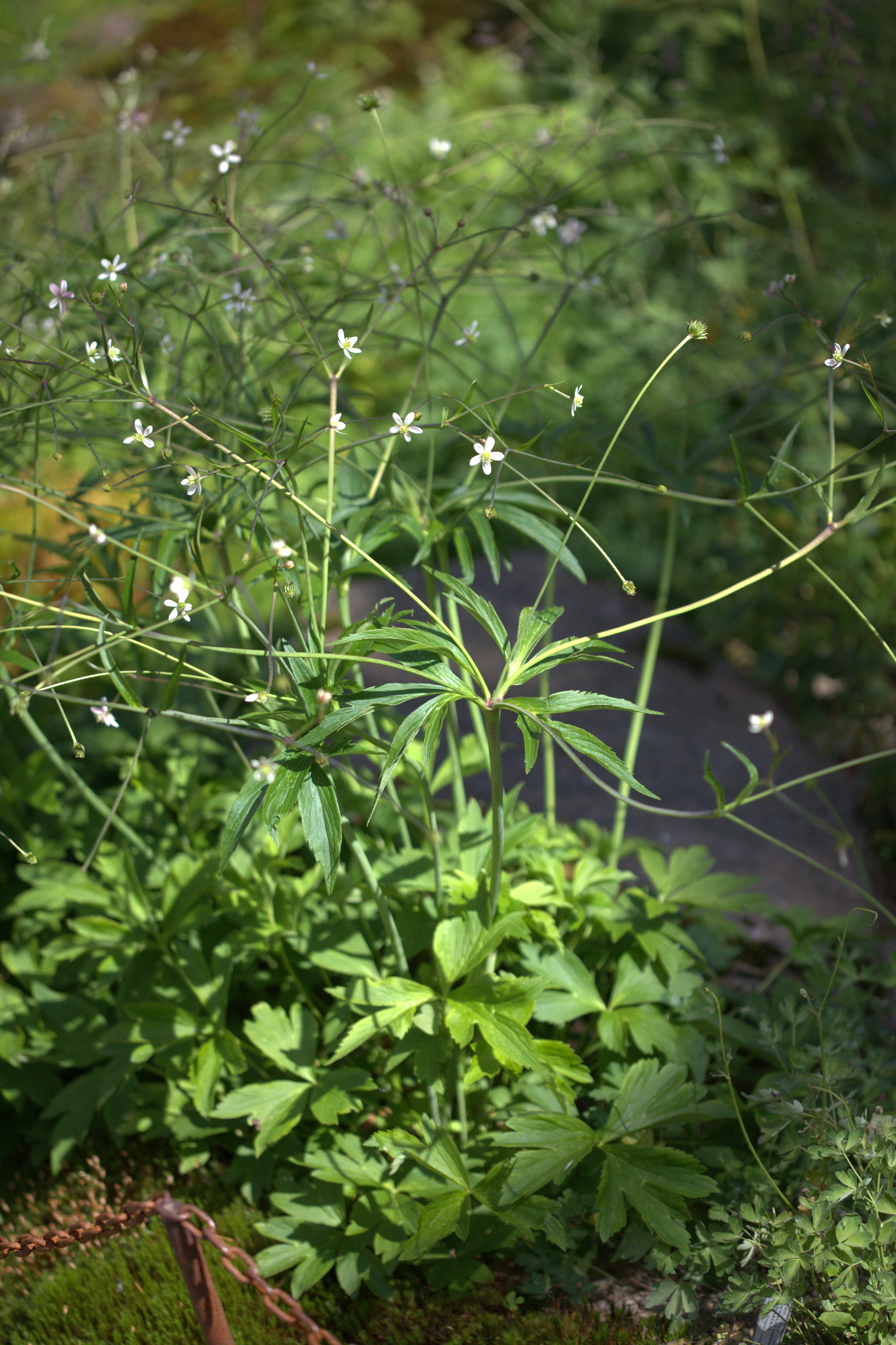
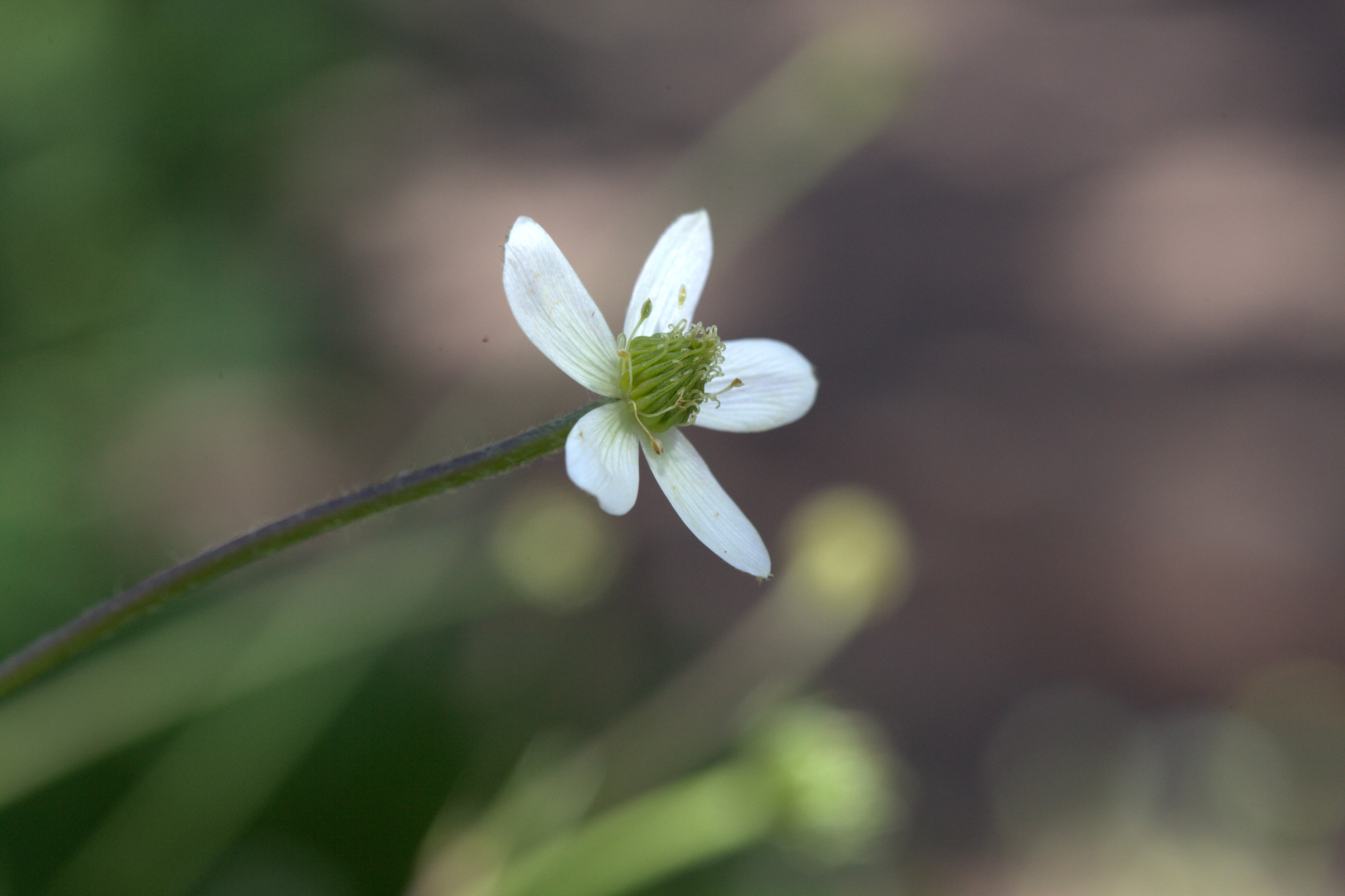
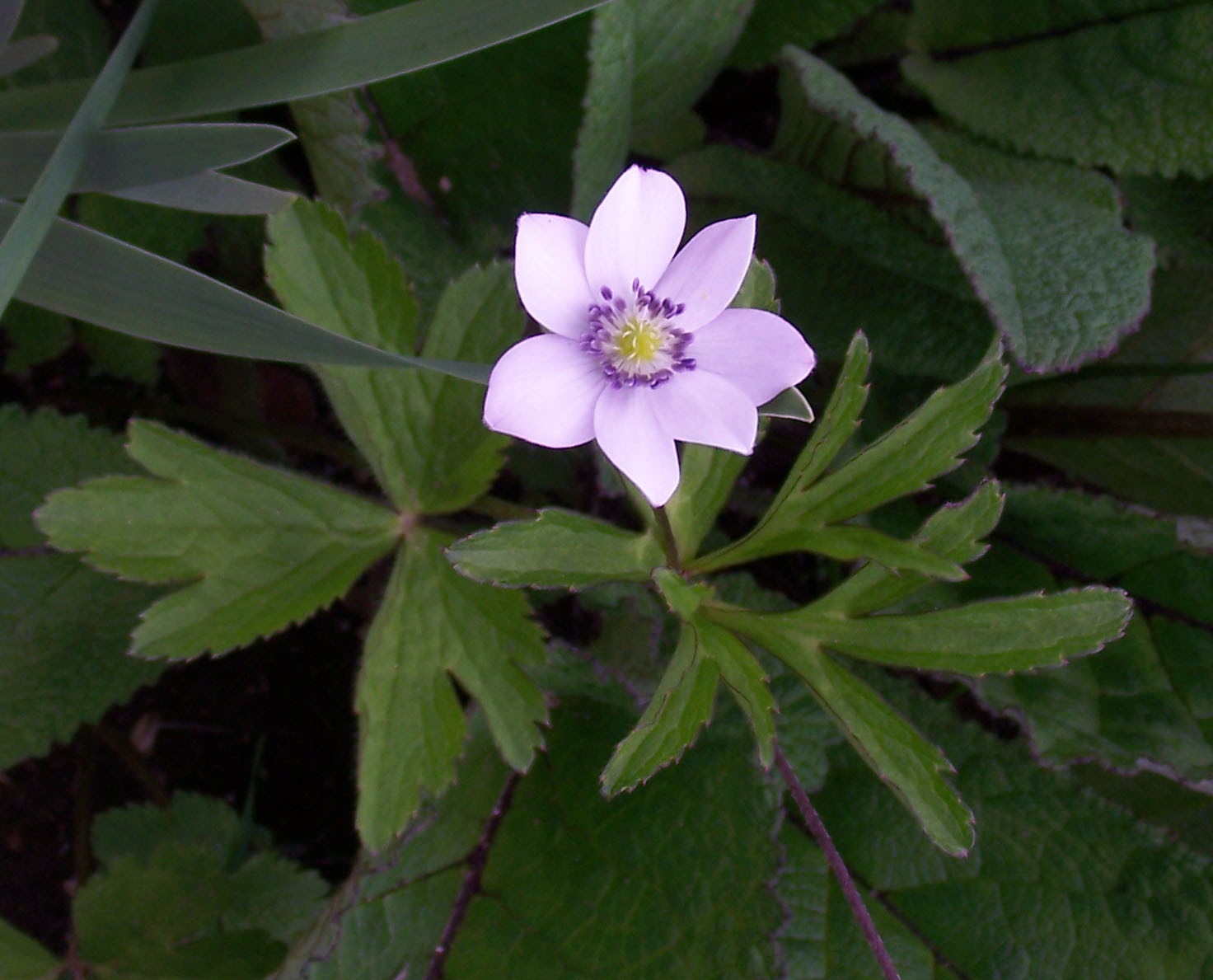